# Isoxazol
Isoxazol är en kemisk förening med formeln C3H3NO. Ämnet är en azol med en syreatom näst intill kväveatomen.
Isoxazoler återfinns i vissa naturliga produkter, såsom ibotensyra. Isoxazoler utgör även grunden för ett flertal läkemedel, inklusive COX-2-inhibitorn valdecoxib (Bextra). Furoxan är en kväveoxiddonator.

## Identifikatorer
- PubChem 9254